# Vale da Mula
Vale da Mula ist eine Gemeinde im Nordosten Portugals.

## Geschichte
Der heutige Ort entstand vermutlich nach der mittelalterlichen Reconquista. Die erste Gemeindekirche entstand im 13. Jahrhundert.
Im Restaurationskrieg war der Ort wiederholt Schauplatz von Ereignissen. So wurde hier eine kleine Festung errichtet, und 1661 eroberte der spanische Herzog von Osuna den Ort kurzzeitig, um von den Portugiesen wieder vertrieben zu werden. 1663 schlugen portugiesische Verbände unter Afonso Furtado eine erneute spanische Invasion zurück. Auch brachen mehrmals von hier portugiesische Verbände auf, um spanische Angriffe auf umliegende Ortschaften abzuwehren.
Nach der Nelkenrevolution am 25. April 1974 und der folgenden Unabhängigkeit der Portugiesischen Kolonien kamen zwischen 30 und 40 Retornados nach Vale da Mula. Sie belebten die Entwicklung des Ortes und hielten die Abwanderung zwischenzeitlich auf.

## Ortsname
Der Ortsname lautete bis zur Volkszählung 1940 auf seine alte spanische Bezeichnung Vale de la Mula, um seither seinen heutigen portugiesischen Namen zu tragen. Der Name bedeutet „Tal des Maultiers“, der genaue Ursprung ist unbekannt. Ein Maultier ist aber bis heute wesentlicher Teil des Ortswappens.

## Verwaltung
Vale da Mula ist Sitz einer gleichnamigen Gemeinde (Freguesia) im Kreis von Almeida im Distrikt Guarda. In ihr leben 160 Einwohner auf 16 km² (Stand 19. April 2021).
Die Gemeinde besteht nur aus der namensgebenden Ortschaft.